# River Effra
Der River Effra ist ein Wasserlauf in Brixton im London Borough of Lambeth. Die Lage der Quelle ist umstritten. Der Wasserlauf scheint in zwei Armen im Bereich Norwood zu fließen. Er folgt der Half Moon Lane, Coldharbour Lane und der Brixton Road. Er mündet auf der Südseite der Vauxhall Bridge in einem kleinen und einem großen Auslass auf der Nordseite der Brücke in die Themse. Der Wasserlauf wurde um die Mitte des 18. Jahrhunderts unter die Oberfläche verlegt.
Der Lauf des Effra macht sich durch Überflutungen bemerkbar. 1914, in den 1920er Jahren, 1935 und 2007 kam es zu Überflutungen im Bereich Norwood. Verbreiterungen und Vertiefungen des Kanals sollen die Überflutung verhindern.
In den 1950er Jahren kam es zu Überflutungen des Cricketstadions The Oval, für die der Effra verantwortlich gemacht wurde. In der viktorianischen Zeit wurde ein Sarg in der Themse treibend gefunden, der vom West Norwood Cemetery stammte. Der Effra verläuft unter dem Friedhof und soll den Sarg aus dem an der Oberfläche ungestörten Grab herausgespült haben.
1992 trat eine kurzlebige Kampagne an die Öffentlichkeit, die eine Rückverlegung des Wasserlaufs an die Oberfläche forderte.